# Ходорович, Евгений Юлианович
Евгений Юлианович Ходорович (1866 — 1913) — офицер российского императорского флота. Участник русско-японской войны: бой в Жёлтом море и оборона Порт-Артура.

## Служба
На службе с 1880 года.
1 января 1894 года произведён в чин лейтенанта.
В 1902 году лейтенант Е. Ю. Ходорович назначен командиром миноносца № 271, позже, в этом же году, назначен командовать миноносцем № 254.
В 1903 году Евгений Юлианович был переведён с Черноморского флота в Тихоокеанскую эскадру. И 15 декабря 1903 года временно назначен командовать миноносцем «Сильный». 30 января 1904 года получил назначение на бронепалубный крейсер 1-го ранга «Диана», а уже 2 февраля был переведён на должность артиллерийского офицера канонерской лодки «Бобр». 18 июля 1904 года переведён в должность старшего артиллерийского офицера бронепалубного крейсера «Паллада». После потопления корабля японцами 8 декабря 1904 года присоединился к защитникам Порт-Артура. После сдачи крепости попал в плен.
По возвращении в Россию Евгений Юлианович был награждён офицерским Георгиевским крестом за действия при обороне Порт-Артура.
17 апреля 1905 года произведён в чин капитана 2-го ранга.

## Семья
Евгений Юлианович женился в 1897 году на Анастасии Александровне Врубель (1877—1932), младшей сестре знаменитого художника М. А. Врубеля. Всего в семье было пять детей. Сын Юрий родился 20 января 1905 года в Порт-Артуре на борту госпитального судна «Ангара». Во время Русско-японской войны Анастасия Александровна служила сестрой милосердия и участвовала в обороне Порт-Артура и горы Высокой. После сдачи Порт-Артура Анастасия Александровна с детьми отправилась вслед за мужем и другими пленными в Нагасаки. После возвращения в Россию, Анастасия Александровна была награждена Георгиевской медалью.
В сентябре 1917 года Анастасия Александровна Ходорович вышла замуж за контр-адмирала Александра Васильевича Нёмитца, в браке родилось трое детей.